# Список кардиналов, возведённых папой римским Бенедиктом XI
Кардиналы, возведённые Папой римским Бенедиктом XI — 3 прелата и клирика были возведены в сан кардинала на двух Консисториях за восемь с половиной месяцев понтификата Бенедикта XI.
Самой крупной консисторий была Консистория от 18 декабря 1303 года, на которой было возведено два кардинала.

## Консистория от 18 декабря 1303 года[1]
- Никколо Альберти, O.P., епископ Сполето (Папская область).

## Консистория от 19 февраля 1304 года
- Уолтер Уинтербёрн, O.P., (королевство Англия).